# Симодский трактат
Симо́дский догово́р ме́жду Росси́ей и Япо́нией или Симо́дский тракта́т (яп. 日露和親条約 Нити-ро васин дзё:яку, «Японско-российский договор о дружбе») — первое дипломатическое соглашение между Российской империей и Японией. Было подписано в городе Симода вице-адмиралом Е. В. Путятиным и Тосиакирой Кавадзи 26 января (7 февраля) 1855 года. Как и Канагавский договор, заключённый между Японией и США 31 марта 1854 года, Симодский трактат внёс свою лепту в завершение политической изоляции Японии, которая длилась двести лет. Воюя в это время против России, аналогичные договоры с Японией вскоре заключили Великобритания и Франция, которые получили доступ к портам страны и активно использовали их как плацдарм для вторжения на Курильские острова и Камчатку. По итогам договора с Россией пролив Фриза с 1855 по 1875 годы стал официальной государственной границей между Российской империей и Японией. Остров Итуруп был таким образом полностью уступлен Японии в обмен на торговый договор, а Уруп превратился в самый южный остров России в Курильской гряде. Заключение договора с Японией происходило на фоне Крымской войны 1853—1856 годов, восточный фронт которой сразу после заключения договора переместился на официально закреплённую за Россией территорию, поскольку английские и французские войска выдвинулись из Японии и овладели островом Уруп.

## Ход переговоров и содержание

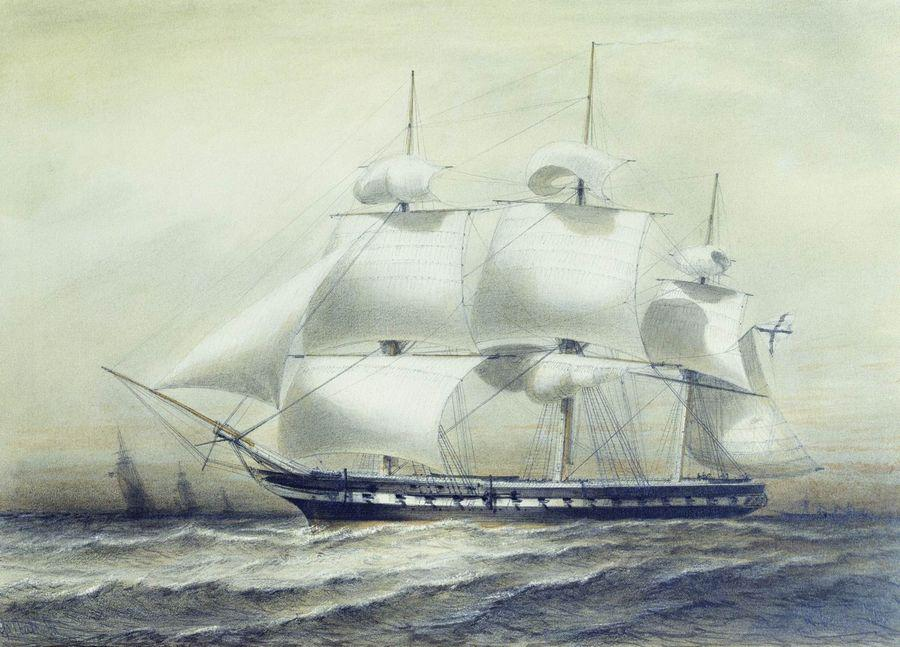
Российский фрегат Паллада, на котором российский адмирал Ефим Путятин отправился в Японию

Е. В. Путятин с самого начала разыгрывал самый крупный и стратегически важный курильский остров Итуруп как территориальную уступку Японии в обмен на весьма иллюзорный торговый договор о доступе российских судов к японским портам и установление дипломатических отношений с Японией, что и было в конечном счете сделано.
Договор состоял из 9 статей. Главной идеей договора было установление «постоянного мира и искренней дружбы между Россией и Японией». Для русских в Японии вводилась, по существу, консульская юрисдикция. Курильские острова к северу от острова Итуруп объявлялись владениями России, которая по факту и так их уже контролировала. B свою очередь Япония получила острова Кунашир, Итуруп, Шикотан и субархипелаг Хабомаи, а Сахалин продолжал оставаться как совместное, нераздельное владение двух стран. Для русских кораблей были открыты также порты Симода, Хакодатэ, Нагасаки. Россия получала режим наибольшего благоприятствования в торговле и право открыть консульства в указанных портах.

### Используемые языки
В составе российской миссии не было переводчиков с японского, а японцы не располагали знатоками русского языка, поэтому на переговорах пользовались голландским и китайским. Согласование текста происходило следующим образом: русские представили проект договора на голландском, японцы перевели его на японский, изучили его и представили русским этот проект на камбуне (японизированный китайский стиль вэньянь).

### Переговоры о названии договора
Первоначальное название договора на японском — 日本国魯西亜国通好条約 (Ниппон-коку Росиа-коку цӯко̄ дзё̄яку). После дипломатического давления России, в связи с тем, что первый иероглиф в названии России (魯) имел значение «глупый», в 1877 году название было изменено.

## Значение

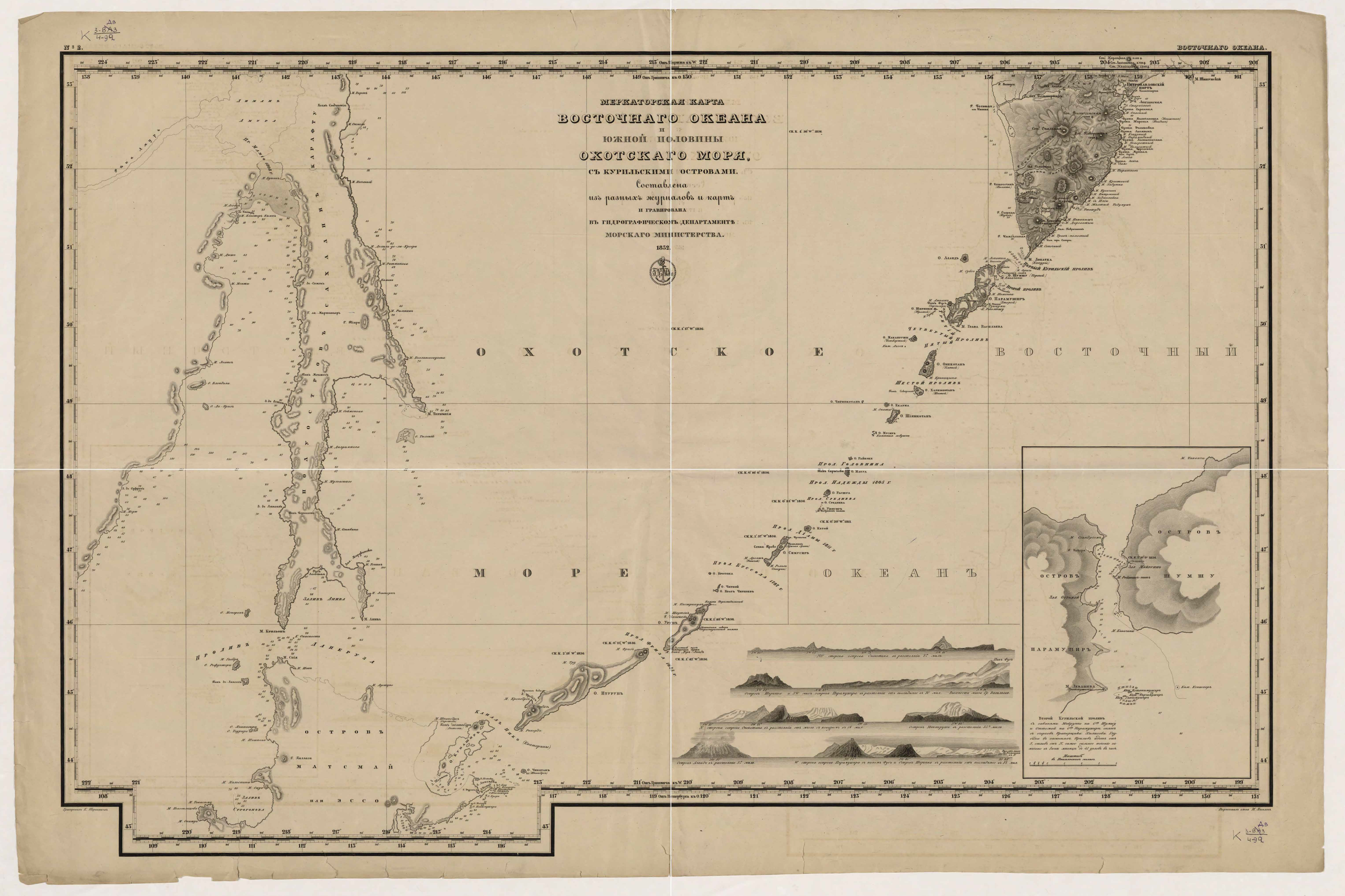
Русская карта Сахалина и Курил 1852 года. Сахалин указан как полуостров

Крупнейший остров Курильской гряды Итуруп был целиком уступлен Японии, даже несмотря на наличие там значительного православного и уже русифицированного айнского населения. Б. П. Полевой отмечает, что к 1788 году айны Итурупа уже были христианизированы. В 1798 году Хонда Тосиаки призывает правительство Японии к активной колонизации севера. В результате на рубеже XVIII—XIX веков японский военный отряд под предводительством чиновника Морисигэ Кондо высаживается на острове, уничтожает все следы пребывания на Итурупе русских, а также устанавливает на острове столб с надписью: «Эторофу — владение великой Японии». В 1799 году японские военные основали 2 лагеря на Итурупе: один из них существовал в районе современного залива Доброе Начало (Найбо), а другой — недалеко от современного города Курильск (Сяна). Российский флаг на острове впервые подняли Н. А. Хвостов и Г. И. Давыдов в 1807 году. Ввиду наличия большого количества православных островитян в ходе переговоров, предшествовавших подписанию Симодского трактата, российские власти предлагали японской стороне поделить остров Итуруп пополам, но у японцев это предложение поддержки не нашло. Уступка Итурупа Японии в обмен на весьма иллюзорные торговые преференции оказалась событием исторической важности: хотя Япония формально и не участвовала в восточном театре Крымской войны, войска Великобритании и Франции воспользовались её портами как плацдармом для повторного вторжения на Камчатку в мае и захвата российского Урупа в сентябре того же года.

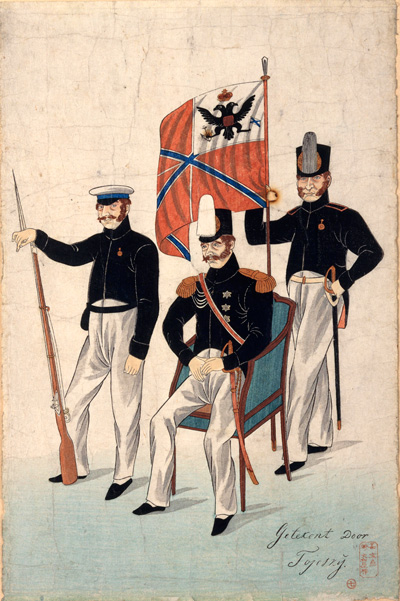
Путятин на переговорах в Нагасаки, японский рисунок 1853 года

В свою очередь положение о совместном владении Сахалином было несколько более выгодно для России, продолжавшей активную колонизацию Сахалина (Япония в то время не имела такой возможности из-за отсутствия флота). Позже Япония начала усиленно осваивать (о заселении речи не шло ввиду слабой освоенности Хоккайдо) территорию острова, и вопрос о нём начал приобретать все более острый и спорный характер. Противоречия сторон были разрешены в 1875 году с подписанием Санкт-Петербургского договора, согласно которому Россия уступала Японии все Курильские острова в обмен на полноправное владение Сахалином. Учитывая то, что японцы в своё время отказались делить Итуруп, российская сторона проявила настойчивость в отношении Сахалина и отказалась делить его с Японией.

## В кинематографе
Дата подписания Симодского трактата с 1981 года отмечается в Японии как «День северных территорий». В 1997 году в Японии был снят мультфильм «Бакумацу но Спасибо», получивший в русском прокате название «Трудная дружба». Кассета с записью фильма в 1997 году была вручена во время встречи «без галстуков» в Красноярске президенту Российской Федерации Борису Ельцину премьер-министром Японии Рютаро Хасимото. В мультфильме в сжатой форме отображена история заключения Симодского трактата.